# Maria Wiernikowska
Maria Stanisława Wiernikowska (ur. 28 marca 1955 w Świdrze k. Warszawy) – polska dziennikarka, korespondentka wojenna, reporterka.

## Kariera zawodowa
Ukończyła VII Liceum Ogólnokształcące im. Juliusza Słowackiego w Warszawie. Studiowała na UW i UJ, uniwersytecie w Perugii oraz w Paryżu. Karierę dziennikarską rozpoczęła w 1982 w Radio France Internationale (RFI), w tym okresie współpracowała także z BBC. Po 1989 roku przyjechała do Warszawy, gdzie rozpoczęła współpracę z Polskim Radiem. Później pracowała także w Radiu ZET. Pisała również relacje dla „Gazety Wyborczej”.
Przez wiele lat tworzyła reportaże i materiały dla Telewizji Polskiej, m.in. z punktów zapalnych na całym świecie (Jugosławia, Czeczenia, Rosja, Bośnia i Hercegowina, Afganistan). Zasłynęła jednak materiałami z powodzi tysiąclecia w Polsce z 1997.
Zrezygnowała z pracy w TVP, tłumacząc to upartyjnieniem telewizji publicznej (chodziło m.in. o zakaz emisji jej reportażu dotyczącego sprawy Klewek). Od 2007 do 2009 ponownie współpracowała z TVP. Była autorką cyklu reportaży Telewizja objazdowa nadawanych w TVP Info.
W kwietniu 2024 rozpoczęła współpracę z Kanałem Zero Krzysztofa Stanowskiego, zostając korespondentką wojenną w Izraelu i Strefie Gazy.

## Książki
- Zwariowałam, czyli Widziałam w Klewkach, Wyd. Rosner & Wspólnicy, 2005 (ISBN 83-89217-74-0) – o korupcji i niewyjaśnionych aferach we współczesnej Polsce.
- Oczy czarne, oczy niebieskie. Z drogi do Santiago de Compostela, Wyd. Zwierciadło, 2013.
- Widziałam. Opowieści wojenne. Wyd. Zwierciadło, 2014[2].

## Filmy
- Dzisiaj wiadomości nie będzie (2000) – realizacja, scenariusz
- Dziady (2000) – realizacja, scenariusz
- Jutro będzie inaczej (2004) – pomysł filmu
- Pożądana Niepożądana (2005) – realizacja, scenariusz
- Zwariowałam (2006) – realizacja
- Ślad (2019) – scenariusz, reżyseria

## Nagrody i wyróżnienia
- Nagroda Polskiego PEN Clubu im. Ksawerego Pruszyńskiego (1994),
- Buzdygany (1995),
- Kryształowe Zwierciadła (1998),
- Nagroda im. Dariusza Fikusa (1998),
- Wyróżnienie na Ogólnopolskim Niezależnym Przeglądzie Form Dokumentalnych NURT za film Jutro będzie inaczej (2005).